# نسيبة العزيبي
نسيبة حسين العزيبيهي كاتبة من دولة الإمارات، نُشر لها حتى الآن ثمان قصصٍ مُصوّرة للأطفال، ورواية مصورة للناشئة بعنوان 'الغول ونبتة العليق'. قصتها تكشيرة كانت ضمن القائمة القصيرة في جائزة اتصالات لعام 2013 عن فئة كتاب العام، وقصتها 'أمي غوريلا وأبي فيل' فائزة بنفس الجائزة عن فئة أفضل نص لعام 2017. بعض قصص د. نسيبة مقررة في منهج اللغة العربية في دولة الإمارات، وجميعها من إصدارات دار أشجار للنشر والتوزيع في دبي.

## حياتها

### النشأة والتعليم
نشأت في إمارة أبوظبي وكانت البنت الوحيدة بين ولدين. تحمل بكالوريوس صيدلة – 1998 الجامعة الأردنية (عمّان – المملكة الأردنية الهاشمية) وماجستير صيدلة سريريّة – 2006 جامعة ستراثكلايد (غلاسكو – بريطانيا) ودكتوراة في الصيدلة (بحوث علم الدواء وصحة المجتمعية) – 2011  جامعة نوتنجهام (نوتنجهام – بريطانيا).
منذ صغرها، كان والد نسيبة حريصًا على توفير الكتب لها ولإخوانها، بدأت الكتابة منذ سن التاسعة حيث كانت تكتب يومياتها وخواطرها وأشعارها، وأول قصة كتبتها كانت في سن العاشرة. كانت تكتب روايات ومجلات وأنشأت مجلة خاصة بها، وخلال فترة دراستها الجامعية كانت مولعة بالقراءة والكتب بمختلف مجالاتها، فكانت تقرأ الأدب والروايات والعلوم والفلسفة والتاريخ وغير ذلك.
وبعدما عادت إلى بلدها بعد اغتراب الدراسة، صار اهتمامها بأدب الأطفال واليافعين، تقول عن ذلك: "دخلت عالم الكتابة بالصدفة، وحدث ذلك بعد أن دعتني صديقة لحضور ورشة في الكتابة الإبداعية لقصص الأطفال، فاكتشفت خلالها أنني أملك شيئاً سيحبه الناس إن أنا كتبته ونشرته، لكني ما زلت أعمل في مجال الأدوية والأبحاث الصحيّة، وأكتب قصصاً أدبية وروايات إلى جانب ذلك، لذا فأنا لم أترك العمل في مجال الصحة من أجل التفرغ للكتابة. أما لماذا أكتب فأنا أفعل ذلك لأطلق الحكاية التي في رأسي وترى النور".
بالرغم من أن عملها في مجال الصيدلة والأبحاث الطبية، فهي لا ترى أي تعارض بينه وبين الأدب، ربما لأنها تجد "الحكاية" في كل شيء من حولها -كما تقول- مهما بدا جامدًا ورتيبًا ومكررًا.

### المسيرة المهنية
- (2001 – 2013) قسم الصيدليات / دائرة الخدمات الطبية / شركة أبوظبي الوطنية للبترول – أدنوك (Abu Dhabi National Oil Company – ADNOC).[9]
- (2013 – مستمر) قسم الترصد والسياسات / إدارة الصحة العامة والبحوث / المركز الوطني للتأهيل (National Rehabilitation Centre – NRC).[9]

## جوائز وترشيحات
- تكشيرة – 2013 / جائزة اتصالات / فئة كتاب العام للطفل / القائمة القصيرة.[10]
- أمي غوريلا وأبي فيل – 2017 / جائزة اتصالات / فئة أفضل نص / فائزة.[11]

وهي قصة طفل اسمه "شجاع" يعيش مع أمه غوريلا وأبيه فيل بسعادة غامرة، حتى اكتشف أن عائلته لا تشبه العائلة التي علَّقت المعلمة صورتها على حائط الفصل.
تقول نسيبة عن هذه القصة: "هناك دائماً صورة نمطية لكل شيء في حياتنا، يتم التسويق لها في مجتماعاتنا على أنها الصور الحقيقية للأشياء ولما يجب أن تكون عليه الأمور وأن أي اختلاف عنها هو بمنزلة تقصير أو عيب غير مقبول حين نصدق ذلك نقع في فخ السعي الدؤوب للوصول إلى تلك الصورة المثالية، وهذا يثقل كاهلنا ويضعنا تحت ضغوط نفسية شديدة، لأننا حين سنفشل في بلوغها، ونحن حتماً لن نبلغها، يتملكنا شعورٌ بالنقص والخجل من ذواتنا وحقائقنا والبعض حين يقرأ القصة يعتقد أنها قصة عن الاختلاف، أو التبني أو الخجل من الوالدين، وأنا لا أرفض هذه التحليلات لأنني أحب أن يرى القارئ في القصة ما يريد أن يراه وأن يتفاعل معها بطريقته لكن القصة حين كتبتها لم تكن عن هذه الأشياء وهذا التنوع في تحليلات القراء وتأويلاتهم للنص تسعدني جداً وتشعرني بغنى النص وقوته".
- كتاب البطل الخارق - 2021 / جائزة اتصالات / فئة أفضل نص / فائزة ضمن جوائز معرض الشارقة الدولي للكتاب.

## المؤلفات

### قصص للأطفال
| الكتاب                               | دار النشر         | اللغة   | عدد الصفحات | سنة النشر      | الترقيم الدولي       |
| ------------------------------------ | ----------------- | ------- | ----------- | -------------- | -------------------- |
| تكشيرة                               | دار العالم العربي | العربية | 1200        | 01 يناير 2014  | (ردمك 13978)         |
| المخلوقات الفضائية تحب الملوخية      | دار أشجار         | العربية | 32          | 01 يناير 2013  | (ردمك 9789948438434) |
| عندما فقد الملك احلامه               | دار أشجار         | العربية | 24          | 01 يناير 2016  | (ردمك 9789948438564) |
| الغول ونبتة العليق                   | دار أشجار         | العربية | ---         | 27 ديسمبر 2019 | (ردمك 9789948362708) |
| مصباح وبندق وتل الدببة الأخضر السعيد | دار أشجار         | العربية | 39          | 16 فبراير 2017 | (ردمك 9789948026525) |
| عجيب واختراعه المدهش                 | دار أشجار         | العربية | 31          | 01 يناير 2015  | (ردمك 9789948209584) |
| أمي غوريلا وأبي فيل                  | دار العالم العربي | العربية | 30          | 01 فبراير 2017 | غير معروف            |
| البطل الخارق                         | دار أشجار         | العربية | 52          | 07 يناير 2021  | غير معروف            |
| أميرة الأحذية                        | دار العالم العربي | العربية | 60          | 14 نوفمبر 2017 | غير معروف            |

## ترجمات المؤلفة
ترجمت الكاتبة عدة قصص منها:
- سامي يرسم شعوراً
- أبي قوي وكبير ،لكن.
- الوحيد والفريد آيفان.

## آراء

### بشأن القراءة
تؤمن نسيبة حسين العزيبي بأن الكتاب خير صاحب وقرين، أفضل رفيق وخدين، لا يخون ولا يميل، لا يماكر ولا يناكر، ولا يعصي ولا ينافر.

### بشأن أدب الأطفال
تجيب نسيبة على سؤال (ما الأدوات التي يجب أن يمتلكها من يكتب إبداعاً للصغار؟) فتقول:
"عليه في المقام الأول أن يكون قارئاً لأدب الطفل، وقارئاً جيداً جداً مُلِماً بأنواعه، ومُطلِعاً على التطور الحاصل فيه حول العالم وليس فقط في منطقتنا العربية القراءة والاطلاع أجدى أداة لتطوير مهارة الكتابة وصقلها، كما أنها تطلعنا على الطرق المختلفة في تناول وطرح الموضوعات وتقديمها في قصص الأطفال. أيضاً المشاركة في ورش الكتابة، ومنتدياتها واستشارة الكُتَّاب من أصحاب الأقلام المميزة".
وعندما سُئلت عن أدب الطفل في الإمارات، أجابت: "لا شك ان أدب الطفل يحتل مكانة مهمة ومرموقة جدا في دولة الإمارات، نتيجة التشجيع الكبير الذي توليه إليه بعض الشخصيات القيادية والبارزة في الدولة، وإقامة المعارض السنوية الخاصة بقصص الأطفال كمهرجان الشارقة القرائي للطفل العربي ومهرجان العين تقرأ، بالإضافة إلى تخصيص الجوائز السنوية لكتابها ورساميها ودور النشر المعنية بنشرها أيضا كجائزة اتصالات وجائزة الشيخ زايد وجائزة الملتقى العربي لناشري كتب الأطفال". 
وتابعت: "فكل هذا ساهم في دفع عجلة الإنتاج الأدبي في مجال قصص الأطفال واليافعين إلى مكانة ومرحلة تخطت فيها دول عربية أخرى مثل لبنان ومصر اللتين كانتا سباقتين في هذا المجال. واليوم يوجد الكثير من دور النشر الإماراتية المتخصصة بأدب الطفل كدار العالم العربي ودار الهدد ودار كلمات ودار سما وغيرها من دور نشر إماراتية ظهرت في السنتين الماضيتين فقط".
وعن التحديات التي تواجه أدب الطفل العربي تقول نسيبة: 
"هناك اعتقاد بأن أدب الطفل هو وسيلة مساعدة لأولياء الأمور في عملية تربية الطفل وتعليمه، وهذا يتضح من نوعية الكتب التي عادة ما يبحث عنها الآباء والأمهات في معارض الكتب أو المكتبات ويحرصون على شرائها. بل وقد ترى بعضهم يتجنب الكتب التي لا تقدم رسائل مباشرة في الأخلاق ولا تقوم السلوك ولا تعلم القراءة أو تزيد من حصيلة أبنائه المعلوماتية، وهذا التصور القاصر تجاه أدب الطفل ليس حكرا على عالمنا العربي ولكنه أكثر استفحالا وانتشارا في مجتمعاتنا للأسف. فالغريب أننا لا نلمس من أولياء الأمور نفس الحرص تجاه المواد المرئية كالأفلام ومسلسلات الكرتون.
فالأهل يتركون أبناءهم بالساعات أمام اليوتيوب وقنوات الأطفال الفضائية دون مراقبة، وعلى استعداد لاصطحابهم إلى السينما لمشاهدة أحدث أفلام الكارتون بغض النظر عن المحتوى أو الرسائل المبطنة والتي قد تتنافى مع قيمنا كمجتمعات محافظة، ولكنهم في المقابل يتعاملون مع القصة المكتوبة بحبكة مبتكرة وطريقة فنية عالية بشيء من التشكيك والاستهجان.
وتلك الوصاية ذات النظرة القاصرة على ما يمكن للطفل أن يقرأ بين دفتي كتاب تزيد من عزوف الأطفال عن قراءة القصص بشكل عام، فالضحالة والرتابة والتضييق في المواضيع المكتوبة التي تقدم لهم في أدبنا العربي يقابلها رحابة وتنوع وتجديد واحترام لاحتياجاتهم النفسية والعقلية في المواد المرئية.
كما ان عزوف الأطفال عن قراءة القصص ليس فعلا مطلقا يشمل كل ما هو مكتوب، فهناك تحيز واضح للقراءة باللغة الإنجليزية وتفضيل لها حتى وإن كان لنفس العمل الأدبي. وما يغذي هذا السلوك، بالإضافة إلى نظرة الأهل والمجتمع لهذا الأمر، هو إخفاق الكتاب العربي في منافسة نظيره المكتوب باللغة الإنجليزية في رحابة الخيال والقدرة على تناول الأفكار وتقديمها بطريقة فنية جديدة ومبتكرة".

## وصلات خارجية
موقع نسيبة العزيبي